# Condado de Aliano
Condado de Aliano es un título nobiliario italiano que se usó en la España de los Austrias.

## Genealogía de los condes
Diego Hurtado de Mendoza, I conde de Mélito, (Manzanares, 1468 - Toledo, 1536) fue un noble y militar español.
Hijo segundo del cardenal Mendoza y de Mencía de Lemos, nació en el Castillo de Manzanares, donde fue criado y educado.
Luchó en la guerra de Granada y después en las de Italia a las órdenes del Gran Capitán, destacándose en la toma de Mélito (Nápoles), por lo que fue creado conde de Mélito en 1506. También recibió el condado de Aliano, ambos títulos del reino de Nápoles.
En 1520 fue nombrado virrey de Valencia, y al año siguiente fue derrotado en Gandía por los agermanados, que le expulsaron del reino. Retornó con refuerzos y logró sofocar la sublevación, entrando en la ciudad de Valencia en noviembre de 1521. Mostró entonces clemencia con los vencidos, pero ante la llegada de Germana de Foix, viuda de Fernando el Católico, en 1523 endureció la represión.
Diego se casó con Ana de la Cerda, señora de Miedes, Galve, Pastrana y Mandayona, hija y sucesora de Íñigo López de la Cerda y de Brianda de Castro, y nieta del IV conde de Medinaceli. Tuvieron tres hijos:
Diego Hurtado de Mendoza y de la Cerda  (?, c. 1500 - Madrid, 19 de marzo de 1578) noble español, I duque de Francavilla y I príncipe de Mélito, nieto del Cardenal Mendoza e hijo de Diego Hurtado de Mendoza y Lemos y Ana de la Cerda y Castro, que llegó a ser virrey de Aragón (llamado en sus instituciones propias Lugarteniente General de Aragón) desde 1553 o 1554 hasta 1556, presidente del Consejo de Italia en 1558 y virrey de Cataluña.
Historia del Título. 
El Condado de Mélito fue un título nobiliario español, relacionado en sus primeras décadas con el Condado de Aliano y el oficio de Gran justicia de Nápoles, creado por el rey Fernando el Católico en abril de 1503 a favor de Diego Hurtado de Mendoza y Lemos, hijo del Cardenal Mendoza, por sus servicios en Nápoles junto al Gran Capitán. Su nombre se refiere a Melito di Napoles. Anteriormente, había sido conde de Mélito Lucas de San Severino, a quien se le confiscó el condado.
El rey Felipe II concedió a Diego Hurtado de Mendoza y de la Cerda, el título de príncipe de Mélito y Primer Conde de Aliano. Con el matrimonio de su hija Ana de Mendoza de la Cerda con Ruy Gómez de Silva, príncipe de Éboli, el título de príncipe de Mélito y el de Conde de Aliano se agregaron a la casa de Pastrana.
Sus descendientes tomaron el título de Mélito y Aliano, que se excindieron a finales del siglo XVI.

## Relaciones asociativas
-El título se concede a las familia Mendoza y Pastrana (condes de Aliano, las Familias poseedoras en primer lugar del título).
-En1598 el condado pasa a la nobleza napolitana hasta finales del siglo XVIII, cuando por vía matrimonial regresa a España, a pesar de ser uno de los títulos menos conocidos de la nobleza española.
-Actual XIX Conde de Aliano: D. Javier Morales Sciascia(Sanchez-Migallón y Sánchez Migallón) y Zúñiga (1977-) heredado directamente de su abuelo, Juan Ramón Morales, alto General.
-Don Javier Morales, Conde de Aliano, es abogado y escritor.
Escudo de armas del condado de Aliano
Escudo de armas de la Familia Morales
Fuente:Archivo Histórico de la Nobleza